# Loulad
Loulad (arabiska: لولاد) är en stad i Marocko. Den ligger i provinsen Settat och regionen Casablanca-Settat, 120 km söder om huvudstaden Rabat. Antalet invånare var 6 057 vid folkräkningen 2014.